# Clearwater (Caroline du Sud)
Pour les articles homonymes, voir Clearwater.
Clearwater  est une census-designated place du comté d'Aiken en Caroline du Sud.
En 2010, sa population était de 4 370 habitants.